# Tibor
Tibor je moško osebno ime.

## Različice imena
Moške različice imena: Tiberij, Tiberio, Tiberius, ženske različice: Tiberija.

## Izvor imena
Ime Tibor je madžarsko in izhaja iz latinskega imena Tiberius, ki ga povezujejo z imenom reke Tibere.

## Pogostost imena
Po podatkih Statističnega urada Republike Slovenije je bilo na dan 31. decembra 2007 v Sloveniji 346 oseb z imenom Tibor. Ostale različice imena, ki so bile še uporabljene: Tiberij (7). Druge različice niso bile uporabljene. 

## Osebni praznik
V koledarju je 10. novembra Tiberij, galski mučenec iz Lyona († 305). Tibor praznuje god 10. novembra.